# Diocesi di Obala
La diocesi di Obala (in latino Dioecesis Obalana) è una sede della Chiesa cattolica in Camerun suffraganea dell'arcidiocesi di Yaoundé. Nel 2021 contava 551.740 battezzati su 936.110 abitanti. È retta dal vescovo Sosthène Léopold Bayemi Matjei.

## Territorio
La diocesi comprende i dipartimenti di Haute-Sanaga e Lekié della regione del Centro in Camerun.
Sede vescovile è la città di Obala, dove si trova la cattedrale di Nostra Signora del Monte Carmelo.
Il territorio è suddiviso in 62 parrocchie.

## Storia
La diocesi è stata eretta il 3 luglio 1987 con la bolla Ad spirituale bonum di papa Giovanni Paolo II, ricavandone il territorio dall'arcidiocesi di Yaoundé.

## Cronotassi dei vescovi
Si omettono i periodi di sede vacante non superiori ai 2 anni o non storicamente accertati.
- Jérôme Owono-Mimboe † (3 luglio 1987 - 3 dicembre 2009 ritirato)
- Sosthène Léopold Bayemi Matjei, dal 3 dicembre 2009

## Statistiche
La diocesi nel 2021 su una popolazione di 936.110 persone contava 551.740 battezzati, corrispondenti al 58,9% del totale.
| anno | popolazione | popolazione | popolazione | presbiteri | presbiteri | presbiteri | presbiteri                | diaconi | religiosi | religiosi | parrocchie |
| anno | battezzati  | totale      | %           | numero     | secolari   | regolari   | battezzati per presbitero | diaconi | uomini    | donne     | parrocchie |
| ---- | ----------- | ----------- | ----------- | ---------- | ---------- | ---------- | ------------------------- | ------- | --------- | --------- | ---------- |
| 1990 | 270.123     | 346.000     | 78,1        | 40         | 23         | 17         | 6.753                     |         | 81        | 70        | 33         |
| 1999 | 229.410     | 450.000     | 51,0        | 43         | 35         | 8          | 5.335                     |         | 14        | 52        | 44         |
| 2000 | 295.000     | 450.000     | 65,6        | 51         | 43         | 8          | 5.784                     |         | 14        | 59        | 47         |
| 2001 | 350.000     | 600.000     | 58,3        | 52         | 44         | 8          | 6.730                     |         | 14        | 59        | 47         |
| 2002 | 350.000     | 600.000     | 58,3        | 58         | 47         | 11         | 6.034                     |         | 18        | 62        | 50         |
| 2003 | 360.834     | 600.000     | 60,1        | 57         | 48         | 9          | 6.330                     |         | 40        | 62        | 50         |
| 2004 | 342.258     | 614.858     | 55,7        | 71         | 58         | 13         | 4.820                     |         | 133       | 67        | 50         |
| 2013 | 417.567     | 815.535     | 51,2        | 108        | 82         | 26         | 3.866                     |         | 205       | 91        | 59         |
| 2016 | 548.629     | 846.128     | 64,8        | 108        | 84         | 24         | 5.079                     |         | 160       | 74        | 60         |
| 2019 | 525.000     | 890.750     | 58,9        | 142        | 106        | 36         | 3.697                     |         | 179       | 94        | 62         |
| 2021 | 551.740     | 936.110     | 58,9        | 151        | 115        | 36         | 3.653                     |         | 179       | 94        | 62         |